# Henry Antchouet
Henry Antchouet (Libreville, 2 augustus 1979) is een Gabonees voetballer. Hij speelt als aanvaller bij het Portugese Moreirense FC en het Gabonees voetbalelftal, waarmee Antchouet in 2000 deelnam aan de Africa Cup.
Antchouet begon als voetballer op 15-jarige leeftijd bij FC 105 Libreville. Daarna speelde hij ook nog voor Canon Yaoundé uit Kameroen vooraleer in 2000 te belanden bij de Portugese club Leixões SC uit de Divisão Nacional B, de Portugese derde divisie. Met Leixões SC haalde Antchouet in het seizoen 2001/2002 zeer verrassend de finale van de Taça de Portugal, waarin werd verloren van Sporting. Antchouet werd vervolgens in 2002 gecontracteerd door CF Belenenses. Na drie seizoenen bij deze club vertrok hij in 2005 naar het Spaanse Deportivo Alavés en op 11 september 2005 debuteerde de Gabonees tegen Real Sociedad in de Primera División. Antchouet zou slechts een half seizoen in Spanje spelen, want in januari 2006 keerde hij op huurbasis terug naar Portugal om bij Vitória Guimarães te gaan spelen. Gedurende het seizoen 2006/2007 speelde Antchouet op huurbasis bij het Griekse AE Larissa 1964.
Op 15 juni 2007 werd bekend dat Anchouet positief had getest op het gebruik van cocaïne. Hierop werd hij twee jaar geschorst en ontslagen bij Deportivo Alavés. In 2009 keerde hij na twee jaar inactiviteit terug en tekende bij de Portugese tweedeklasser GD Estoril-Praia. Na een jaar trok hij naar Moreirense FC, dat in dezelfde reeks uitkomt.

## Clubstatistieken
| seizoen | club                             | land                             | competitie                       | duels                            | goals                            |
| ------- | -------------------------------- | -------------------------------- | -------------------------------- | -------------------------------- | -------------------------------- |
| 2000/01 | Leixões SC                       | Portugal                         | Divisão Nacional B               | 31                               | 12                               |
| 2001/02 | Leixões SC                       | Portugal                         | Divisão Nacional B               | 36                               | 12                               |
| 2002/03 | CF Belenenses                    | Portugal                         | SuperLiga                        | 22                               | 9                                |
| 2003/04 | CF Belenenses                    | Portugal                         | SuperLiga                        | 30                               | 10                               |
| 2004/05 | CF Belenenses                    | Portugal                         | SuperLiga                        | 26                               | 12                               |
| 2005/06 | Deportivo Alavés                 | Spanje                           | Primera División                 | 3                                | 0                                |
| 2005/06 | Vitória Guimarães                | Portugal                         | SuperLiga                        | 12                               | 2                                |
| 2006/07 | AE Larissa 1964                  | Griekenland                      | Alpha Ethniki                    | 8                                | 2                                |
| 2007/08 | Geschorst vanwege cocaïnegebruik | Geschorst vanwege cocaïnegebruik | Geschorst vanwege cocaïnegebruik | Geschorst vanwege cocaïnegebruik | Geschorst vanwege cocaïnegebruik |
| 2008/09 | Geschorst vanwege cocaïnegebruik | Geschorst vanwege cocaïnegebruik | Geschorst vanwege cocaïnegebruik | Geschorst vanwege cocaïnegebruik | Geschorst vanwege cocaïnegebruik |
| 2009/10 | GD Estoril-Praia                 | Portugal                         | Liga de Honra                    | 19                               | 5                                |
| 2010/11 | Moreirense FC                    | Portugal                         | Liga de Honra                    | 30                               | 12                               |
| 2011/12 | Churchill Brothers               | India                            | I-League                         | 32                               | 18                               |
| 2012/13 | Churchill Brothers               | India                            | I-League                         | 24                               | 14                               |
| 2013/14 | Churchill Brothers               | India                            | I-League                         | 4                                | 0                                |